# A kevély kiskakas
A kevély kiskakas magyar 2D-s számítógépes animációs film amely, Kormos István műve alapján készült, 2006-ban mutatták be. A filmet Richly Zsolt írta és rendezte, a zenéjét Ágoston Béla szerezte, a producere Mikulás Ferenc volt.

## Alkotók
- Mesélő: Keresztes Tamás
- Írta és rendezte: Richly Zsolt
- Zenéjét szerezte: Ágoston Béla
- Mozgáspróba operatőr: Gönczöl Gábor, Jávorka Zsuzsa
- Számítógépes operatőr: Nagy György
- Képterv: Varga Miklós
- Hangmérnök: Nyerges András Imre
- Vágó: Buglya Sándor, Kulics Ágnes
- Háttér: Berta Ágnes
- Számítógépes grafika: Neuberger Gizella
- Mozdulattervező: Balajthy László
- Rajzolta: Kovács Magdolna
- Számítógépes kifestők: Barta Irén, Fejes Margit, Gyulás Kiss Ágnes
- Modell-lap: Riedl Katalin
- Gyártásvezető: Vécsy Veronika
- Producer: Mikulás Ferenc

Készítette a Kecskeméti Film Kft.